# Breath of Fire III
Breath of Fire III (jap. ブレスオブファイアIII Buresu obu Faia Surī) – jRPG stworzony i wydany przez Capcom na konsolę Sony PlayStation. Pierwotnie wydany w Japonii w 1997, później w Ameryce Północnej i w wersji PAL w 1998. To trzecia gra wideo z serii Breath of Fire, a zarazem pierwsza z nich osadzona w trójwymiarowym środowisku. W 2005 Breath of Fire III został wydany w Japonii na konsolę przenośną PlayStation Portable, wraz z angielską wersją wydaną ekskluzywnie w Europie w 2006.
Głównym bohaterem historii jest Ryu, młody chłopiec z tajemniczą zdolnością do transformacji w potężnego smoka. Ryu pragnie poznać prawdę o swym pochodzeniu oraz odnaleźć zagubionych przyjaciół, Rei i Teepo. Fabuła gry jest przedstawiona w dwóch częściach: pierwsza obejmuje historię Ryu jako dziecka, druga jego młodzieńcze lata.

## Rozgrywka
Breath of Fire III jest tradycyjnym jRPG, który wymaga od gracza ukończenia opartych na historii celów poprzez pokonywanie wrogich stworów w rozmaitych środowiskach fantasy.
Gra wprowadza do serii szereg nowych funkcji, w tym System Mistrzowski (eng. Master System) umożliwiający dowolnej z grywalnych postaci na praktyki pod nadzorem specyficznych NPC zwanych mistrzami (eng. masters), co pozwala na nauczenie ich nowych umiejętności i ma wpływ na ich statystyki. Kolejna funkcja, Wioska Wróżek (eng. Fairy Village), daje graczowi możliwość wpływania na rozwój małej miejscowości wróżek, które w zamian dają dostęp do specjalnych przedmiotów lub funkcji gry. Podczas podróżowania po mapie świata gracze mogą rozbić obóz, w którym poprzez odpoczynek można odzyskać punkty życia postaci, jak również porozmawiać bezpośrednio z każdym członkiem drużyny. Inne filary serii, takie jak wędkarstwo, wracają z nowym, poszerzonym interfejsem.

### System prowadzenia walk
Walki w Breath of Fire III występują losowo, gdy gracz podróżuje poprzez wrogie tereny lub lochy. Wykorzystywany turowy system walki pozwala na wprowadzenie polecenia na początku każdej z rund walki. Gracz może wybrać atak, obronę, wywołanie czarów, użycie przedmiotów lub ucieczkę z pola bitwy.